# Eulocastra incognita
Eulocastra incognita là một loài bướm đêm trong họ Noctuidae.